# ۱۰۰۰ گکز و درخت سرنخ‌ها
۱۰۰۰ گکز و درخت سرنخ‌ها (به انگلیسی: 1000 gecs and the Tree of Clues) نخستین آلبوم ریمیکس از گروهٔ موسیقی تجربی دونفرهٔ آمریکایی ۱۰۰ گکز می‌باشد که در ۱۰ ژوئیهٔ سال ۲۰۲۰ از سوی داگ شو، بیگ بیت، و آتلانتیک رکوردز منتشر گردید.